# 33661 Sophiaswartz
33661 Sophiaswartz este o planetă minoră (asteroid) din centura de asteroizi. A fost descoperită pe 12 mai 1999 la Experimental Test Site⁠(d) de Lincoln Near-Earth Asteroid Research. 
Obiectul prezintă o orbită caracterizată de o semiaxă mare de 2,3095039 UAi, o excentricitate de 0,06, o înclinație de 7,56498 ° în raport cu ecliptica.